# Hans Schmidt (Musikwissenschaftler)
Hans Schmidt (* 1. September 1930 in Bonn; † 2. Februar 2019 in Koblenz-Ehrenbreitstein) war ein deutscher Musikwissenschaftler.

## Leben
Hans Schmidt war Professor für Musikwissenschaft an der Universität zu Köln und langjähriger Beethoven-Forscher wie sein Vater Joseph Schmidt-Görg, der das Bonner Beethoven-Haus von 1945 bis 1972 leitete. Hans Schmidt promovierte 1954 an der Rheinischen Friedrich-Wilhelms-Universität Bonn über das Thema Untersuchungen zu den Tractus des zweiten Tones aus dem Codex St. Gallen 359.

## Publikationen über Ludwig van Beethoven

### Schriften (Auswahl)
- Ludwig van Beethoven, Beethoven-Archiv, Bonn 1970 (zusammen mit Joseph Schmidt-Görg)
- Die Beethovenhandschriften des Beethovenhauses in Bonn, Beethoven-Archiv, Bonn 1971
- Das Beethoven-Haus in Bonn, Gesellschaft für Buchdruckerei, Neuss 1977
- Musik-Institut Koblenz – Dokumentation, Koblenz 1983

### Ausgaben (Auswahl)

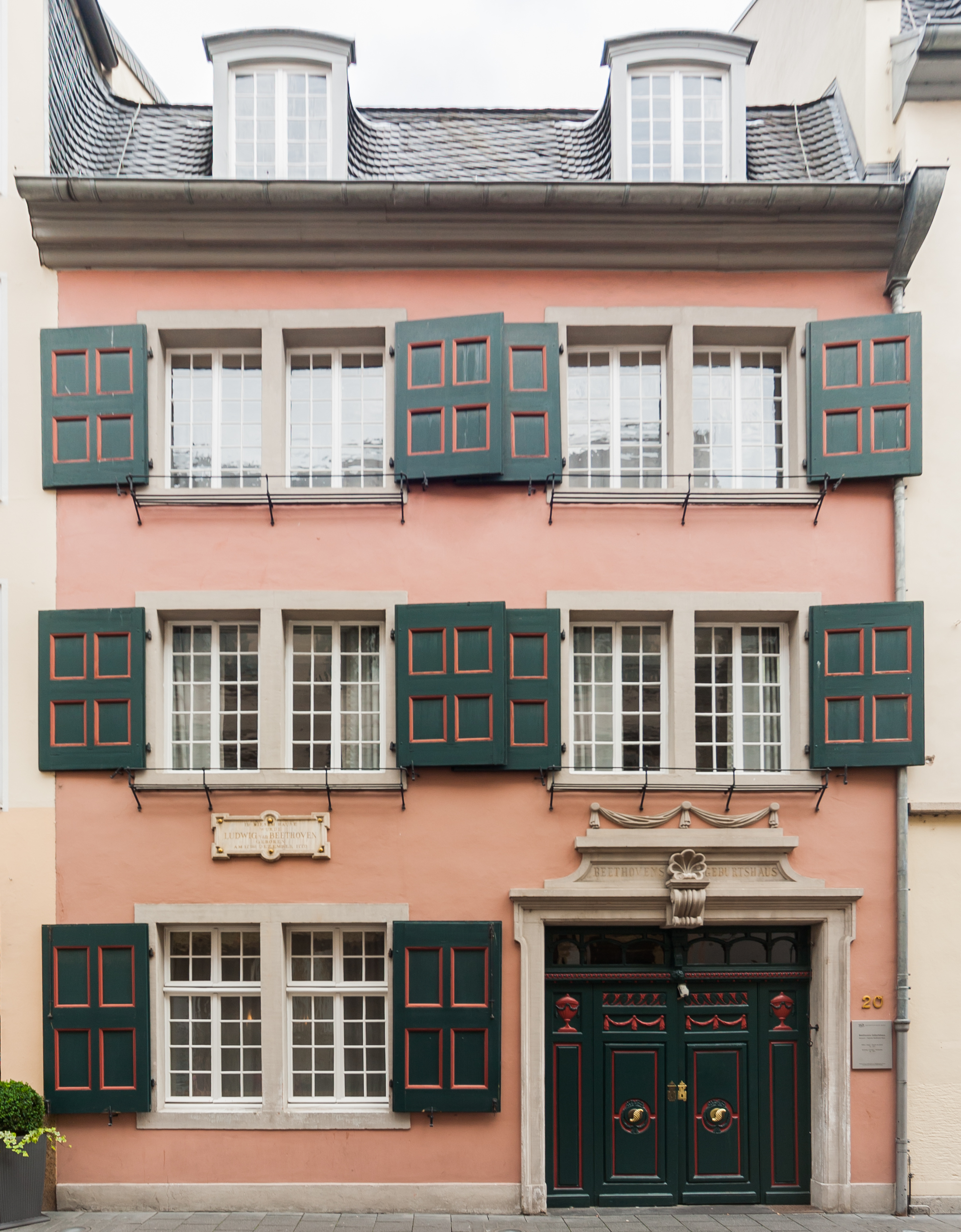
Beethoven-Haus, Bonngasse 20

Ludwig van Beethoven, G. Henle Verlag
- Klaviersonaten, Band I, Wissenschaftliche Gesamtausgabe, Abteilung VII, Band 2, München 1971
- Klaviersonaten, Band II, Wissenschaftliche Gesamtausgabe, Abteilung VII, Band 3, München 1971
- Werke für Klavier zu vier Händen, Wissenschaftliche Gesamtausgabe, Abteilung VII, Band 1, München 1966
- Große Fuge für Klavier zu vier Händen op. 134, München 1966

### Aufsätze (Auswahl)
- Die gegenwärtige Quellenlage zu Beethovens Chorfantasie, in: Colloquium amicorum, Joseph Schmidt-Görg zum 70. Geburtstag, Bonn 1967
- Das Bonner Beethoven-Archiv, in: Bonner Universitätsblätter, Bonn 1968
- Verzeichnis der Skizzen Beethovens, in: Beethoven-Jahrbuch VI, Bonn 1969
- Ein Beethoven-Autograph? Über drei Streicherstimmen zu Beethovens Chorfantasie op. 80, die vermutlich nicht von Beethoven geschrieben worden sind, in: Die Musikforschung 22, 1969
- Ludwig van Beethoven und seine Beziehungen zu Ehrenbreitstein, in: Beethovens Beziehungen zu Koblenz und Ehrenbreitstein, Koblenz 1970
- Beethoven 1970 – Über die Grundlagen des heutigen Beethovenbildes, Typoskript, Bonn 1970
- Zur Errichtung einer Beethoven-Gedenkstätte in Ehrenbreitstein, anlässlich Beethovens 200. Geburtstag, in: Bonner Universitätsblätter, Bonn 1970
- Ein wiederaufgefundenes Fidelio-Libretto, in: Bericht über den Internationalen Musikwissenschaftlichen Kongress Bonn 1970, Bärenreiter-Verlag, Kassel 1971
- Die Beethovenhandschriften des Beethovenhauses in Bonn, in: Beethoven-Jahrbuch VII, Bonn 1971
- Der freie Künstler Ludwig van Beethoven, in: Die Welt der Symphonie, aus Anlaß des 75jährigen Bestehens der Deutschen Grammophon Gesellschaft, Hamburg/Braunschweig 1972
- Die Grundlagen des heutigen Beethovenbildes, in: Österreichische Musikzeitschrift 28, 1973
- Zur Ausstellung der Sammlung Wegeler in Koblenz – 2. Juni 1973, in: Mitteilungen der Arbeitsgemeinschaft für rheinische Musikgeschichte, 1973
- Aus der Werkstatt eines Handschriftenfälschers – ein Liebesbrief Beethovens, in: Österreichische Musikzeitschrift 29, 1974
- Addenda und Corrigenda zum Katalog Die Beethovenhandschriften des Beethovenhauses in Bonn, in: Beethoven-Jahrbuch 8, Bonn 1975
- Beethovens Klaviersonaten E-Dur op. 109 und As-Dur op. 110, in: Textbeilage zu einer Schallplatte von Maurizio Pollini, Deutsche Grammophon, Hamburg 1975
- Klaviervariationen, in: Textbeilage zu einer Schallplatte von Rudolf Buchbinder, Teldec, Hamburg 1976
- Das Bonner Beethoven-Archiv – zum fünfzigjährigen Bestehen, in: Beethoven-Jahrbuch 9, 1977
- Ludwig van Beethoven – eine Dokumentation in Bildern und Manuskripten, in: Beihefte der Beethoven-Edition der Deutschen Grammophon-Gesellschaft, Polydor, Hamburg 1977
- Beethoven und die deutsche Sprache, in: Österreichische Musikzeitschrift 32, 1977
- Beethoven und das Rheinland, in: Bonner Geschichtsblätter 30, 1978
- Edition und Aufführungspraxis am Beispiel von Beethovens  Waldsteinsonate, in: Beethoven-Kolloquium 1977; Dokumentation und Aufführungspraxis, Bärenreiter-Verlag, Kassel 1978
- Neue Hypothesen um Beethovens „unsterbliche Geliebte“ , in: Österreichische Musikzeitschrift 35, 1980 (zusammen mit Rudolf Klein)
- Beethovens Klaviervariationen, in: Textbeilage zu einer Schallplatte von Rudolf Buchbinder, Warner Music Group 1988
- Beethovens besondere Art, Briefe zu schreiben, in: Florilegium musicologicum – Hellmut Federhofer zum 75. Geburtstag, Schneider, Tutzing 1988
- „Wir haben in unseren Finales gern rauschendere Passagen...“ – Beethoven in seinen Klavierkonzerten, in: Beiträge zur Geschichte des Konzerts – Festschrift Siegfried Kross zum 60. Geburtstag, Schröder, Bonn 1990
- Ludwig van Beethoven in seinen Briefen an Eleonore von Breuning und Franz Gerhard Wegeler, in: CD-Box, Musik von Ludwig van Beethoven. Brieftexte gelesen von Will Quadflieg. Kommentare gelesen von Heidi Leupolt. Gesamtkonzept in Texten, Bildern und Musikeinblendungen von Hans Schmidt, Polymedia / Deutsche Grammophon, Hamburg 1994
- Fidelio – Variationen einer Oper, in: Beiheft zu CD-Box Complete Beethoven edition, Deutsche Grammophon, Hamburg 1997
- Fidelio - Problemwerk oder Schlüsselwerk Beethovens?, in: Festschrift Christoph-Hellmut Mahling zum 65. Geburtstag, Schneider, Tutzing 1997
- Zum Italienischen bei Ludwig van Beethoven – über den Gebrauch der italienischen Sprache in Beethovens Kompositionen und Briefen, beeinflusst durch Mozarts italienische Kompositionen, Salieris Unterricht und die Begegnung mit Rossini, in: Aspetti musicali – Musikhistorische Dimensionen Italiens 1600 bis 2000, Festschrift für Dietrich Kämper zum 65. Geburtstag, Verlag Dohr, Köln 2001
- Systemik bei Beethoven, in: Perspektiven und Methoden einer Systemischen Musikwissenschaft, Bericht über das Kolloquium im Musikwissenschaftlichen Institut der Universität zu Köln 1998, Peter Lang, Frankfurt am Main 2003

## Festschrift zum 65. Geburtstag
- Kirchenmusik in Geschichte und Gegenwart, Festschrift Hans Schmidt zum 65. Geburtstag, hrsg. von Heribert Klein und Klaus Wolfgang Niemöller, Verlag Dohr, Köln 1998[5]